# 하지은
하지은(1972년 6월 10일~ )은 대한민국의 MBC 전 아나운서이다.

## 주요 이력
- 1994년 MBC 아나운서로 입사했다.
- 2018년 12월 31일 MBC에서 퇴사하였다.

## 학력
- 정읍여자중학교 (졸업)
- 전북여자고등학교 (졸업)
- 중앙대학교 일어일문학과 (졸업)
- 와세다대학교 대학원 국제관계학과 (졸업)

## 진행

### 텔레비전
- MBC 마감뉴스 (1995년) (1995년 9월 4일 ~ 1995년 10월 12일)
- MBC 뉴스 24 (1995년 10월 16일 ~ 1996년 3월 1일)
- MBC 마감뉴스 (1996년 3월 4일 ~ 1996년 10월 18일)
- MBC 뉴스센터 (1800) (1996년 10월 21일 ~ 1997년 2월 28일)
- MBC 트로트 청백전 (1996년)
- MBC 뉴스 굿모닝코리아 (1997년 3월 3일 ~ 1997년 10월 3일)
- 2002 월드컵, 월드컵이 좋다 (2002년)
- 따뜻한 세상 (2003년)
- 후지TV 간타메 (2004년)
- 우리말 나들이 (2005년)
- 생방송 오늘 아침 (2006년)
- 1%의 나눔 행복한 약속 (2006년)
- 내 손안의 책 (2008년)
- 금요일 MBC 뉴스 (1800) (2010년 11월 5일 ~ 2012년 1월 20일)
- 아나운서 대격돌 (2011년)
- 그린실버 고향이 좋다 (2013년)
- TV 속의 TV (2014년)

### 라디오
- MBC 표준FM 《라디오 북클럽》 (2015년 3월 8일 ~ 2015년 11월 15일)
- MBC 표준FM 《MBC 뉴스포커스》(2018년 5월 8일 ~ 2018년 5월 18일)

## 수상
- 2006년 한국아나운서대회 아나운서 클럽상